# Nicolaus Arnoldi
Nicolaus Arnoldi, pol. Mikołaj Arnoldi (ur. 17 grudnia 1618 w Lesznie, zm. 15 października 1680 w Franeker) – urodzony w I Rzeczypospolitej pastor i znany teolog kalwiński w Niderlandach na Uniwersytecie we Franeker.

## Rodzina, wykształcenie, pierwsze lata
Mikołaj Arnoldi urodził się w wielkopolskim Lesznie w rodzinie mieszczańskiej. Jego ojcem był Michał Adelti (zm. 1621), zaś matką Anna z Giertychów, wywodząca się z pastorskiej rodziny braci czeskich. Po rychłej śmierci ojca został oddany przez matkę do szkół, gdzie jego nauczycielem został Jan Amos Kommenski. W 1635 roku rozpoczął studia w luterańskim gimnazjum akademickim w Gdańsku. Po ich ukończeniu Jan Teodoryk Potocki powołał go na swojego osobistego kaznodzieję.
Arnoldi wyróżniał się wiedzą i talentem i w 1641 roku jako stypendysta Jednoty Braci Czeskich został wysłany na studia teologiczne we Franeker, we Fryzji. Przed wyjazdem został ordynowany na diakona. Tam trafił pod opiekę innego polskiego profesora teologii z Wielkopolski, Jana Makowskiego, pod którego wpływem pozostał do końca życia i który ku niezadowoleniu polskich władz kościelnych przekonał go do pozostania w Niderlandach. Podczas studiów odwiedził Londyn i Cambridge.

## Profesor i teolog
Początkowo w latach 1645–1651 był pastorem w maleńkiej fryzyjskiej miejscowości Beetgum. Jego talent oratorski i poparcie Makowskiego doprowadziły do tego, że w 1651 roku został powołany na kaznodzieję Uniwersytetu we Franeker i profesora teologii, którą to funkcję pełnił aż do śmierci. Jego znajomość spraw polskich sprawiała, że w 1656 i 1658 został mianowany kapelanem niderlandzkich poselstw do Szwecji, z którą omawiano m.in. sprawy polskie, a także do Heidelbergu.
W przeciwieństwie do swojego mentora Makowskiego unikał polemik wewnątrzkalwińskich, zachowując ortodoksyjnie umiarkowane stanowisko. Polemizował natomiast ostro z socynianizmem, racjonalizmem, katolicyzmem, a nawet dawnym nauczycielem Janem Amosem Kommenskim, kiedy ten poparł grupę „proroków”. Najbardziej jednak polemizował z Kartezjuszem i z jego rosnącym wpływem na fryzyjskich duchownych. Do końca życia pracował jako kaznodzieja uniwersytecki i teolog.

## Rodzina
Założona przez niego niderlandzka gałąź rodziny Arnoldich przerodziła się w prawdziwą dynastię pastorską w Niderlandach.

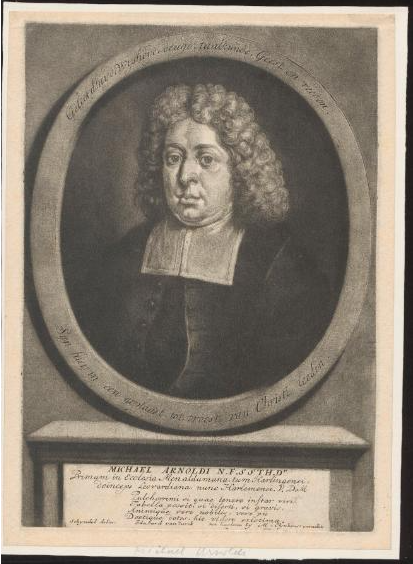
Michael Arnoldi (1658-1738)

W zawartym w 1645 pierwszym małżeństwie z Remigią van Nitzen (Nietzen) (zm. 1652) nie miał potomstwa. Jednym z jego trzech synów z drugiego małżeństwa (od 1653) z Anną van Pybinga był:
- Michael Arnoldi (1658–1738), absolwent Uniwersytetu we Franeker i potem pastor kalwiński (od 1682) m.in. w Harlingen (1683–1693), Leeuwarden (1693–1703) i Haarlem (1703–1738). Uchodził za osobę znakomicie wykształconą i oczytaną. W małżeństwie ze Sjouwkie Taekema miał czterech synów i jedną córkę, z nich m.in. duchownymi byli:
  - Tiberius Arnoldi (zm. 1741) pastor kalwiński m.in. w Dordrechcie (1726–1728) i Haarlem (1728–1741),
  - Michael Arnoldi (zm. 1751) pastor kalwiński w Bradnwijk i Harderwijk.